# Le Gardian de Camargue
Le Gardian de Camargue (ou Gardian de la Camargue) est un film muet français réalisé par Léonce Perret, sorti en 1910.
Produit par la société des Établissements L. Gaumont, ce western camarguais a pour principaux interprètes Joë Hamman et Renée Carl.

## Fiche technique
- Titre : Le Gardian de Camargue
- Titre alternatif : Gardian de la Camargue
- Réalisation : Léonce Perret
- Photographie : Georges Specht
- Société de production : Société des Établissements L. Gaumont
- Société de distribution : Comptoir Ciné-Location
- Pays d'origine :  France
- Langue : film muet avec les intertitres  en français
- Format : Noir et blanc — 35 mm — 1,33:1 — Muet
- Métrage : 270 mètres
- Genre : Western
- Durée : 15 minutes
- Dates de sortie :
  -  France : 29 octobre 1910

## Distribution
- Joë Hamman
- Renée Carl